# Historia narodu polskiego

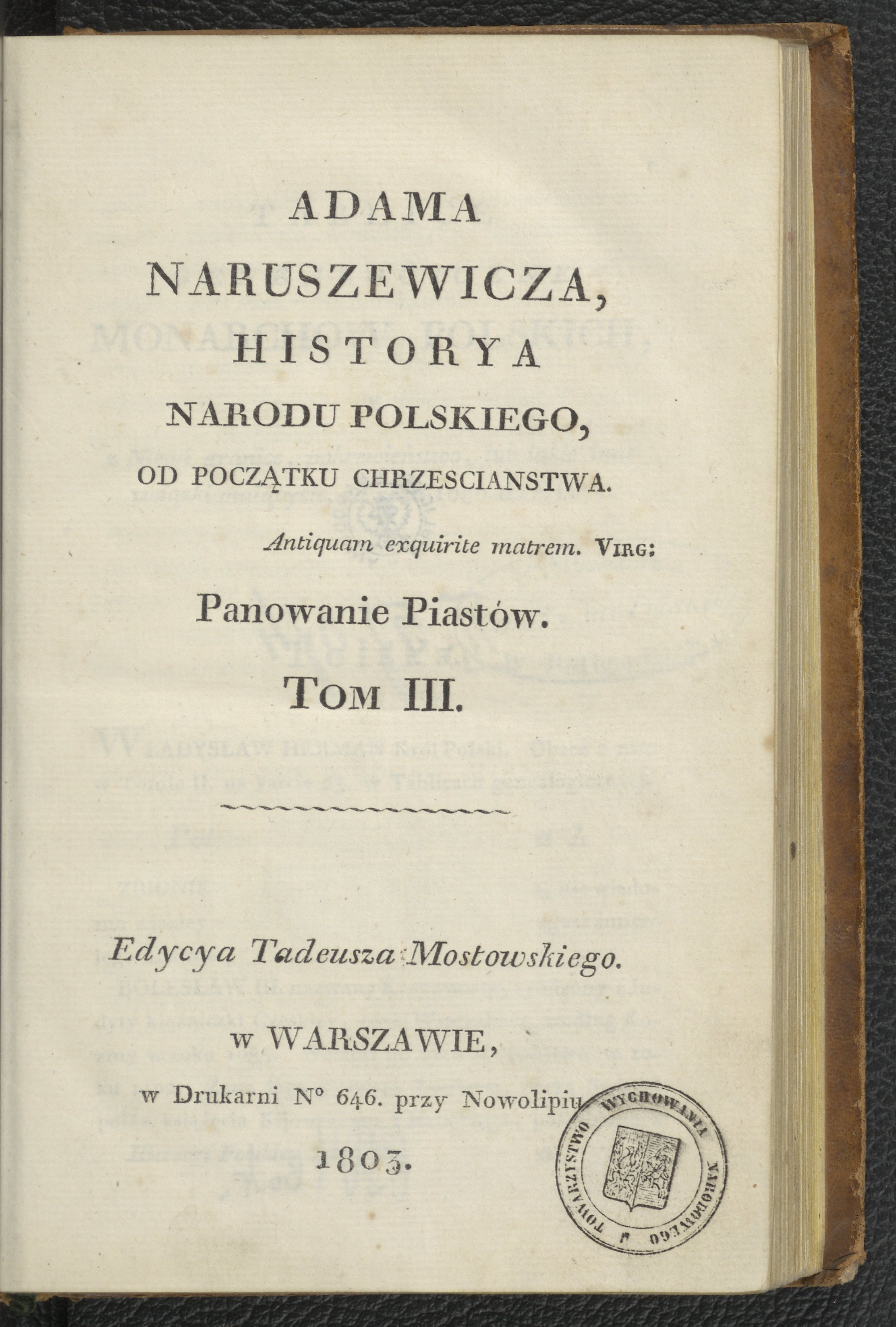
Strona tytułowa tomu III-ego.

Historia narodu polskiego – dzieło polskiego historyka i poety Adama Naruszewicza, pisane ok. 1776-1779, opublikowane zostało sześć tomów (od II do VII) w latach 1780-1786, pierwszy tom ukazał się pośmiertnie, w 1824 roku. W duchu historiografii oświeceniowej i na zlecenie króla, Adam Naruszewicz podjął się zadania opisania wzrostu i upadku państwa polskiego. 
Związany ze stronnictwem króla Stanisława Augusta autor podkreślał w swym dziele pozytywną rolę władzy monarchicznej w historii polskiej oraz negatywny wpływ swawoli i swobód szlacheckich. Cechą wyróżniającą pracę Naruszewicza była ich znakomita podstawa źródłowa, oparta na gigantycznej kwerendzie, której wynikiem były tzw. Teki Naruszewicza - zbiór odpisów kilkudziesięciu tysięcy dokumentów, opracowanych z woli króla Stanisława Augusta. Świadectwem nowatorskiego podejścia do pisania historii było ujęcie w każdym tomie obok historii politycznej, także historii kultury, ustroju, społeczeństwa i gospodarki.
Adam Naruszewicz nie dokończył swojego wielkiego dzieła historiograficznego, doprowadzając wywód do momentu wstąpienia na tron króla Władysława Jagiełły. Nie zdecydował się także na wydanie pierwszego tomu Historii narodu polskiego, w którym podważał sarmackie pochodzenie Słowian oraz skrytykował najdawniejsze legendarne dzieje Polski.